# Chrotomys sibuyanensis
Chrotomys sibuyanensis (Хротоміс сибуянський) — рід гризунів родини мишеві (Muridae). 

## Поширення, екологія
Цей вид відомий тільки по голотипу близько висоти 1325 м на острові Сибуян, Філіппіни. Голотип зібрали в моховому лісі

## Загрози та охорона
Острів знаходиться під загрозою широкомасштабних незаконних рубок, підсічно-вогневого землеробства, особливо в низинах. Є один запис з  англ. Mt. Guiting Guiting Mangrove Forest Reserve однак, охорона середовища проживання, пропонована на цій території, що охороняється є мінімальною. 